# Račun događaja
Račun događaja je logička teorija za predstavljanje i rasuđivanje o događajima i o načinu na koji oni menjaju stanje nekog stvarnog ili veštačkog sveta. Bavi se i akcionim događajima, koje izvode agenti, i spoljašnjim događajima koji su van kontrole bilo kog agenta.
Račun događaja predstavlja stanje sveta u bilo kom trenutku prema skupu svih činjenica (zvanih fluenti) koje postoje u tom trenutku. Događaji pokreću i prekidaju fluenti:
Fluent je postojan u dato vreme

ako je fluent pokrenut događajem koji se dešava u ranijem vremenu

i fluent se ne prekida nikakvim događajem koji se dogodi u međuvremenu.
Račun događaja razlikuje se od većine drugih pristupa rezonovanju o promeni tako što poistovećuje vreme, povezuje događaje sa vremenom u kome se dešavaju i povezuje fluente sa vremenom u kome se održavaju.
Originalna verzija računa događaja, koju su uveli Robert Kovalski i Marek Sergot 1986. godine, je formulisana kao logički program i razvijena za predstavljanje narativa i ažuriranja baze podataka. Kave Ešghi je pokazao kako da se koristi račun događaja za planiranje, koristeći abdukciju za generisanje hipotetičkih radnji za postizanje željenog stanja stvari.
Proširili su ga Marej Šanahan i Rob Miler tokom 1990-ih i preformulisali u logici prvog reda sa zaokruživanjem. Ova i kasnija proširenja su korišćena da formalizuju nedeterminističke akcije, istovremene akcije, akcije sa odloženim efektima, postepene promene, akcije sa trajanjem, kontinuirane promene i neinercijalne fluente.
Van Lambalgen i Ham su pokazali kako se formulacija računa događaja kao logičkog programa ograničenja može koristiti za davanje algoritamske semantike napetosti i aspektu u prirodnom jeziku.

## Proširenja
Značajna proširenja računa događaja uključuju varijante zasnovane na Markovljevim logičkim mrežama probabilističke, epistemičke i njihove kombinacije.

## Literatura
- Brandano, S. (2001) "The Event Calculus Assessed," IEEE TIME Symposium: 7-12.
- R. Kowalski and F. Sadri (1995) "Variants of the Event Calculus," ICLP: 67-81.
- Mueller, Erik T. (2015). Commonsense Reasoning: An Event Calculus Based Approach (2nd Ed.). ISBN 978-0128014165.. Waltham, MA: Morgan Kaufmann/Elsevier. (Guide to using the event calculus)
- Shanahan, M (1997). Solving the frame problem: A mathematical investigation of the common sense law of inertia. MIT Press...
- Shanahan, M. (1999) "The Event Calculus Explained" Springer Verlag, LNAI (1600): 409-30.